# Betty Jameson
Betty Jameson, född 9 maj 1919 i Norman, Oklahoma, död 7 februari 2009 i Boynton Beach, Florida, var en amerikansk golfspelare.
Jameson studerade vid University of Texas och blev professionell 1945. Innan dess hade hon vunnit 14 stora amatörtävlingar varav Texas Publinx då hon var 13 år och Southern Championship då hon var 15. Hon var en av de tretton kvinnor som grundade LPGA 1950 och hon vann som professionell 12 tävlingar mellan 1947 och 1955. Hon vann majortävlingarna US Womens Open en gång och Womens Western Open två gånger och den första av hennes segrar i Womens Western Open vann hon som amatör 1942. Hon spelade sin sista LPGA-tävling 1970 då hon slutade på 49:e plats i Burdine's Invitational.
Hon valdes in i Hall of Fame of Women's Golf in 1951. Det året blev även det officiella året för då hon blev invald i LPGA Tour Hall of Fame vid bildandet 1967. LPGA Tour Hall of Fame är nu en del av World Golf Hall of Fame och hennes officiella år då hon blev invald där är också 1951 vilket gör henne till den levande person som har varit medlem längst.
1952 tog Jameson initiativet till Vare Trophy som varje år delas ut till den spelare på LPGA-touren som har den lägsta genomsnittsscoren. Namnet på priset hämtade Jameson från sin barndomsidol, golfspelaren Glenna Collett Vare.

## Meriter

### Majorsegrar
- 1942 Womens Western Open
- 1947 US Womens Open
- 1954 Womens Western Open

### Professionella segrar
- 1948 Tampa Open
- 1949 Texas Open
- 1952 Corpus Christi, Bakersfield Open (delad seger med Marlene Hagge, Betsy Rawls och Babe Zaharias, World Championship
- 1953 Servin Miami Beach Open
- 1955 Sarasota Open, Babe Zaharias Open, White Mountains Open, Richmond Open

### Övriga segrar
- 1939 U.S. Women's Amateur
- 1940 U.S. Women's Amateur
- 1955 Virginia Hot Springs Four-Ball (med Mary Lena Faulk)
- 1958 Homestead Four-Ball (med Mary Lena Faulk)

### Utmärkelser
- 1951 World Golf Hall of Fame
- 1999 Women's Sports Foundation's Hall of Fame
- 2000 Commissioners Award